# Đuôi cụt châu Phi
Đuôi cụt châu Phi, tên khoa học Pitta angolensis, là một loài chim trong họ Pittidae.